# Kuthalam
Kuthalam är en ort i Indien.   Den ligger i distriktet Nagapattinam och delstaten Tamil Nadu, i den södra delen av landet, 2 000 km söder om huvudstaden New Delhi. Kuthalam ligger 20 meter över havet och antalet invånare är 13 434.
Terrängen runt Kuthalam är mycket platt. Runt Kuthalam är det tätbefolkat, med 982 invånare per kvadratkilometer. Närmaste större samhälle är Mayiladuthurai, 10,6 km öster om Kuthalam. Trakten runt Kuthalam består till största delen av jordbruksmark.